# Équipe cycliste Tufo-Pardus Prostějov
L'équipe cycliste Tufo-Pardus Prostějov est une équipe cycliste continentale tchèque créée en 2013.

## Classements UCI
L'équipe participe aux épreuves des circuits continentaux et en particulier de l'UCI Europe Tour. Les tableaux ci-dessous présentent les classements de l'équipe sur les différents circuits, ainsi que son meilleur coureur au classement individuel.

UCI Europe Tour
| UCI Europe Tour | UCI Europe Tour        | UCI Europe Tour                           | UCI Europe Tour |
| Année           | Classement par équipes | Meilleur coureur au classement individuel |                 |
| --------------- | ---------------------- | ----------------------------------------- | --------------- |
| 2013            | -                      | Jan Stöhr (1090e)                         |                 |
| 2015            | -                      | Tomáš Koudela (633e)                      |                 |
| 2016            | -                      | Adrian Tekliński (734e)                   |                 |
| 2017            | -                      | Jakub Otruba (1423e)                      |                 |
| 2018            | -                      | Karel Tyrpekl (998e)                      |                 |
| 2019            | 95e                    | Tomáš Bárta (645e)                        |                 |
| 2020            | 87e                    | Daniel Babor (805e)                       |                 |
| 2021            | 81e                    | Daniel Babor (592e)                       |                 |
| 2022            | 104e                   | Richard Holec (1395e)                     |                 |
| 2023            | 100e                   | -                                         |                 |
|                 |                        |                                           |                 |
| Source : UCI    |                        |                                           |                 |

L'équipe est également classée au Classement mondial UCI qui prend en compte toutes les épreuves UCI et concerne toutes les équipes UCI.
| Classement mondial | Classement mondial     | Classement mondial                        | Classement mondial |
| Année              | Classement par équipes | Meilleur coureur au classement individuel |                    |
| ------------------ | ---------------------- | ----------------------------------------- | ------------------ |
| 2016               | -                      | Adrian Tekliński (1086e)                  |                    |
| 2017               | -                      | Jakub Otruba (2173e)                      |                    |
| 2018               | -                      | Karel Tyrpekl (1563e)                     |                    |
| 2019               | 171e                   | Tomáš Bárta (886e)                        |                    |
| 2020               | 143e                   | Daniel Babor (1036e)                      |                    |
| 2021               | 129e                   | Daniel Babor (749e)                       |                    |
| 2022               | 201e                   | Richard Holec (2217e)                     |                    |
| 2023               | 202e                   | Jan Voneš (3231e)                         |                    |
| 2024               | 202e                   | Petr Vávra (2721e)                        |                    |
|                    |                        |                                           |                    |
| Source : UCI       |                        |                                           |                    |

## Tufo-Pardus Prostějov en 2022
| Cycliste              | Date de naissance | Nationalité | Équipe 2021           |  |
| --------------------- | ----------------- | ----------- | --------------------- |  |
| Marek Dolníček        | 7 novembre 1999   | Tchéquie    | Tufo-Pardus Prostějov |  |
| Pavel Gruber          | 24 avril 1996     | Tchéquie    | Tufo-Pardus Prostějov |  |
| Richard Holec         | 23 janvier 1999   | Tchéquie    | Tufo-Pardus Prostějov |  |
| Marek Jelínek         | 28 janvier 2003   | Tchéquie    |                       |  |
| Petr Kovařčík         | 22 août 2003      | Tchéquie    |                       |  |
| Ondřej Petr           | 8 août 1997       | Tchéquie    |                       |  |
| Wojciech Pszczolarski | 26 avril 1991     | Pologne     | Tufo-Pardus Prostějov |  |
| René Smékal           | 12 mars 2001      | Tchéquie    | Tufo-Pardus Prostějov |  |
| František Vinklárek   | 3 avril 2001      | Tchéquie    |                       |  |
| Radek Vlček           | 15 janvier 2003   | Tchéquie    |                       |  |